# Новосибирски острови
Новосибирските острови (на руски: Новосибирские острова; на якутски: Саҥа Сибиир арыылара) са архипелаг на Русия.
Разположен е в Северния ледовит океан и административно приспада към Булунски улус на Република Саха.
Има площ от 38 400 km². Най-високата му точка е на 426 m н.в. Състои се от 3 групи острови: Ляховски острови, Анжу и Де Лонг.
Има снежна покривка 9 месеца в годината. Средната януарска температура е от −28 °C до −31 °C. Във вътрешността на островите средните юлски температури са от 16 °C до 19 °C, а средните минимални през същия месец – от 3 °C to 6 °C.

## История
Първите сведения за съществуването на Новосибирските острови са донесени от казака Яков Пермяков през началото на 18 век. През 1712 г. отряд от казаци, предвождан от М. Вагин, достига остров Голям Ляховски. В началото на 19 век островите са изследвани от Яков Санников, Матвей Геденщром и други.
През 1809 – 1810 г. Санников и Геденщром тръгват на експедиция към архипелага, за да го картографират. Санников докладва, че е забелязал нова суша на север от остров Котелни през 1811 г. През 1886 г. Едуард Тол, по време на първото си посещение на Новосибирските острови, също докладва, че вижда нова суша на север от Котелни. Оттук тръгва мита за фантомния остров Земя на Сенников. Тол посещава архипелага отново през пролетта на 1892 г., придружаван от един казак и трима местни. Той пътува по леда с шейна, теглена от кучета, и достига южния бряг на остров Голям Ляховски. По брега на острова той намира добре запазени кости, торф и дърва. Те са запазени в слоеве, циментирани от вечната замръзналост и натрупвани периодично през последните 200 хиляди години.
През 1879 – 1880 г. архипелагът е посетен от американската полярна експедиция на Джордж Вашингтон де Лонг, която открива островите Жанета и Хенриета.
През 1912 г. ледоразбивачите Таймир и Вайгач подхождат към Ляховските острови, където описват множество участъци. През 1913 г. връщайки се на изток след откриването на островите Северна земя, корабите преминават покрай северните Новосибирски острови и откриват нов остров, наименувайки го Вилкицки. През зимата на 1927 – 1928 г. учени провеждат няколко похода по маршрута Уст Янск – о. Котелни.
От 1933 г. на остров Котелни работи полярна изследователска станция.
През септември 2004 г. военноморският флот на Русия създава отново военноморската база от съветски времена на остров Котелни, която лежи изоставена от 1993 г. От 2012 г. там се провеждат военни учения, а през 2014 г. базата е официално открита за постоянно ползване.

## География
Основните и централни Новосибирски острови са Анжу. С площ от 29 000 km2, те са съставени от:
- Котелни (11 700 km2)
- Нов Сибир (6200 km2)
- Белковски (500 km2)

На юг, близо до сушата на Сибир се намират Ляховските острови (6095 km2):
- Голям Ляховски (4600 km2)
- Малък Ляховски (1325 km2)
- Столбовой (170 km2)
- Семьоновски (0 km2; вече е под вода)

Малките острови Де Лонг (228 km2) лежат на североизток от Нов Сибир:
- Жанета
- Хенриета
- Вилкицки
- Бенет
- Жохов

Новосибирските острови са с малка надморска височина. Най-високата им точка се намира на о. Бенет и достига надморска височина от 426 m.
Новосибирските острови преди са образували големи хълмове в голямата арктична равнина, която покрива северната част на Берингия между Сибир и Аляска по времето на последния ледников максимум. При най-голямото разширение на равнината, морското равнище е било 100 – 120 m под сегашното ниво, а бреговата линия е била на 700 – 1000 km северна от сегашната и позиция. Тази равнина не претъпява широко ледообразуване през късния плейстоцен, тъй като е разположена във валежната сянка на Северноевропейския леден пласт. По време на последния ледников максимум, преди около 17 хил. – 24 хил. години, малки ледени шапки се образуват на островите Де Лонг. Части от тези ледени шапки са запазени днес на островите Жанет, Хенриета и Бенет. Следи от бивши циркусови ледници са запазени на остров Жохов под формата на затрупани под земята ледени слоеве. Морето потапя арктичната равнина (с изключение на Новосибирските и няколко други изолирани острова) през относително малък период от 7000 години по време на холоцен.
Архипелагът е съставен от смесица от нагънати и разломени седиментни и вулканични скали, вариращи на възраст от докамбрий до плиоцен.
Както споменава Едуард Тол, големи и икономически значими натрупвания на фосилна слонова кост се срещат на Новосибирските острови. Слоновата кост, заедно с мамутова и други кости, се намират на плажове, отточни райони, речни тераси и корита. Изобилните кости, а дори и скелети, на мамути, носорози, мускусни бикове и друга мегафауна са запазени благодарение на вечната замръзналост, в която са обвити.

## Климат
Климатът на островите е полярен и суров. Средната годишна температура е -14,3 °C, а средногодишното количество валежи е 154 mm. Океанът около островите е покрит от ледове през по-голямата част от годината. През по-студени години той може да остане замръзнал и през лятото.
| Климатични данни за о. Котелни        | Климатични данни за о. Котелни | Климатични данни за о. Котелни | Климатични данни за о. Котелни | Климатични данни за о. Котелни | Климатични данни за о. Котелни | Климатични данни за о. Котелни | Климатични данни за о. Котелни | Климатични данни за о. Котелни | Климатични данни за о. Котелни | Климатични данни за о. Котелни | Климатични данни за о. Котелни | Климатични данни за о. Котелни | Климатични данни за о. Котелни |
| Месеци                                | яну.                           | фев.                           | март                           | апр.                           | май                            | юни                            | юли                            | авг.                           | сеп.                           | окт.                           | ное.                           | дек.                           | Годишно                        |
| Абсолютни максимални температури (°C) | −7,2                           | −3,3                           | −4,8                           | 0,3                            | 6,2                            | 20,7                           | 25,1                           | 20,2                           | 13,6                           | 1,8                            | −2,5                           | −3,1                           | 25,1                           |
| Средни максимални температури (°C)    | −26,1                          | −26,4                          | −24,2                          | −16,9                          | −6,2                           | 1,4                            | 5,7                            | 4,3                            | 0,3                            | −8,1                           | −18,2                          | −23,8                          | −11,5                          |
| Средни температури (°C)               | −29,3                          | −29,7                          | −27,5                          | −20,3                          | −8,6                           | −0,4                           | 2,9                            | 2,1                            | −1,2                           | −10,7                          | −21,5                          | −27                            | −14,3                          |
| Средни минимални температури (°C)     | −32,6                          | −32,9                          | −30,9                          | −24,2                          | −11,4                          | −2,1                           | 0,6                            | 0,2                            | −3                             | −13,7                          | −24,8                          | −30,3                          | −17,1                          |
| Абсолютни минимални температури (°C)  | −44,9                          | −49,9                          | −46,1                          | −46,2                          | −28,6                          | −14,9                          | −6                             | −9,2                           | −18,6                          | −40,2                          | −40,2                          | −45                            | −49,9                          |
| Средни месечни валежи (mm)            | 7                              | 5                              | 6                              | 8                              | 9                              | 17                             | 26                             | 23                             | 23                             | 16                             | 7                              | 7                              | 154                            |
| Средно количество слънчеви часове     | 0                              | 7                              | 147                            | 283                            | 197                            | 178                            | 168                            | 100                            | 44                             | 14                             | 0                              | 0                              | 1138                           |
| ------------------------------------- | ------------------------------ | ------------------------------ | ------------------------------ | ------------------------------ | ------------------------------ | ------------------------------ | ------------------------------ | ------------------------------ | ------------------------------ | ------------------------------ | ------------------------------ | ------------------------------ | ------------------------------ |
| Източник: Погода и Климат             |                                |                                |                                |                                |                                |                                |                                |                                |                                |                                |                                |                                |                                |

## Флора и фауна
Повърхността на архипелага е покрита от полярна тундрова растителност (мъхове и лишеи) и многобройни езера. От цветята се срещат: полярен мак, каменоломка, Ranunculus, Draba, Cochlearia. От животните се срещат: северен елен, песец, леминг, бяла мечка плюс птиците полярна сова и бяла куропатка. Крайбрежните райони са обитавани от чайки, Gavia, Cepphus и Uria.

## Галерия
- Сателитна снимка на архипелага, юни 2002 г.
- Изглед към остров Белковски.
- Остров Бенет.
- Остров Бенет.
- Тундра на остров Бенет.
- Остров Яя.
- Метеорологична станция на остров Котелни.